# Nicolae Bălcescu, Călărași
Nicolae Bălcescu (în trecut, Principele Mihai) este satul de reședință al comunei cu același nume din județul Călărași, Muntenia, România.